# Kavrakirovo
Kavrakirovo (Bulgaars: Кавракирово) is een dorp in het zuidwesten van Bulgarije. Het dorp is gelegen in de gemeente Petritsj, oblast Blagoëvgrad. Het dorp ligt ca. 64 km ten zuiden van Blagoëvgrad en 140 km ten zuiden van Sofia.

## Bevolking
Op 31 december 2020 telde het dorp Kavrakirovo 1.495 inwoners. Het aantal inwoners steeg tussen 1934 en 2011 continu, maar sinds 31 december 2015, toen een maximum van 1.563 inwoners werd geregistreerd, geven de cijfers  een lichte bevolkingskrimp van gemiddeld -0,27% per jaar te zien.
|  |

In het dorp wonen grotendeels etnische Bulgaren, maar er is ook een grote gemeenschap van de Roma. In de optionele volkstelling van 2011 identificeerden 1.055 van de 1.362 ondervraagden zichzelf als etnische Bulgaren - 77,5% van alle ondevraagden. De overige ondervraagden waren vooral Roma (303 personen - 22,2%).
| Etnische samenstelling van de respondenten (2011) | Etnische samenstelling van de respondenten (2011) | Etnische samenstelling van de respondenten (2011) | Etnische samenstelling van de respondenten (2011) | Etnische samenstelling van de respondenten (2011) |
| ------------------------------------------------- | ------------------------------------------------- | ------------------------------------------------- | ------------------------------------------------- | ------------------------------------------------- |
|                                                   |                                                   |                                                   |                                                   |                                                   |
| Bulgaren                                          | Bulgaren                                          |                                                   | 77,5%                                             | 77,5%                                             |
| Turken                                            | Turken                                            |                                                   | 0,2%                                              | 0,2%                                              |
| Roma                                              | Roma                                              |                                                   | 22,2%                                             | 22,2%                                             |
| Anders/Onbekend                                   | Anders/Onbekend                                   |                                                   | 0,1%                                              | 0,1%                                              |